# Пия
Пия — река в России, протекает по Свердловской области. Устье реки находится в 47 км по правому берегу реки Салда. Длина реки составляет 53 км.

## Притоки
- 14 км: Кавма
- 27 км: Чёрная

## Данные водного реестра
По данным государственного водного реестра России относится к Иртышскому бассейновому округу, водохозяйственный участок реки — Тура от истока до впадения реки Тагил, речной подбассейн реки — Тобол. Речной бассейн реки — Иртыш.
Код объекта в государственном водном реестре — 14010501212111200004879.